# Линн (округ, Канзас)
Линн (англ. Linn County; стандартное обозначение LN) — округ в штате Канзас, США. Официально образован 26 февраля 1867 года. По состоянию на 2010 год, численность населения составляла 9 656 человек.

## География
По данным Бюро переписи США, общая площадь округа равняется 1 569,542 км2, из которых 1 538,462 км2 суша и 31,080 км2 или 2,000 % это водоёмы.

## Население
По данным переписи населения 2000 года в округе проживает 9 570 жителей в составе 3 807 домашних хозяйств и 2 748 семей. Плотность населения составляет 6,00 человек на км2. На территории округа насчитывается 4 720 жилых строений, при плотности застройки около 3,00-х строений на км2. Расовый состав населения: белые — 97,50 %, афроамериканцы — 0,63 %, коренные американцы (индейцы) — 0,48 %, азиаты — 0,14 %, гавайцы — 0,04 %, представители других рас — 0,16 %, представители двух или более рас — 1,06 %. Испаноязычные составляли 0,91 % населения независимо от расы.
В составе 28,90 % из общего числа домашних хозяйств проживают дети в возрасте до 18 лет, 62,70 % домашних хозяйств представляют собой супружеские пары проживающие вместе, 6,20 % домашних хозяйств представляют собой одиноких женщин без супруга, 27,80 % домашних хозяйств не имеют отношения к семьям, 24,00 % домашних хозяйств состоят из одного человека, 13,00 % домашних хозяйств состоят из престарелых (65 лет и старше), проживающих в одиночестве. Средний размер домашнего хозяйства составляет 2,48 человека, и средний размер семьи 2,94 человека.
Возрастной состав округа: 25,00 % моложе 18 лет, 6,70 % от 18 до 24, 24,30 % от 25 до 44, 25,70 % от 45 до 64 и 25,70 % от 65 и старше. Средний возраст жителя округа 41 лет. На каждые 100 женщин приходится 100,00 мужчин. На каждые 100 женщин старше 18 лет приходится 97,60 мужчин.
Средний доход на домохозяйство в округе составлял 35 906 USD, на семью — 42 571 USD. Среднестатистический заработок мужчины был 31 720 USD против 22 287 USD для женщины. Доход на душу населения составлял 17 009 USD. Около 7,80 % семей и 11,00 % общего населения находились ниже черты бедности, в том числе — 14,20 % молодёжи (тех, кому ещё не исполнилось 18 лет) и 9,60 % тех, кому было уже больше 65 лет.